# Jodek siarczek antymonu
Jodek siarczek antymonu, SbSI – nieorganiczny związek chemiczny, połączenie antymonu, siarki i jodu. Posiada właściwości półprzewodnikowe.